# Lange Antares 20E

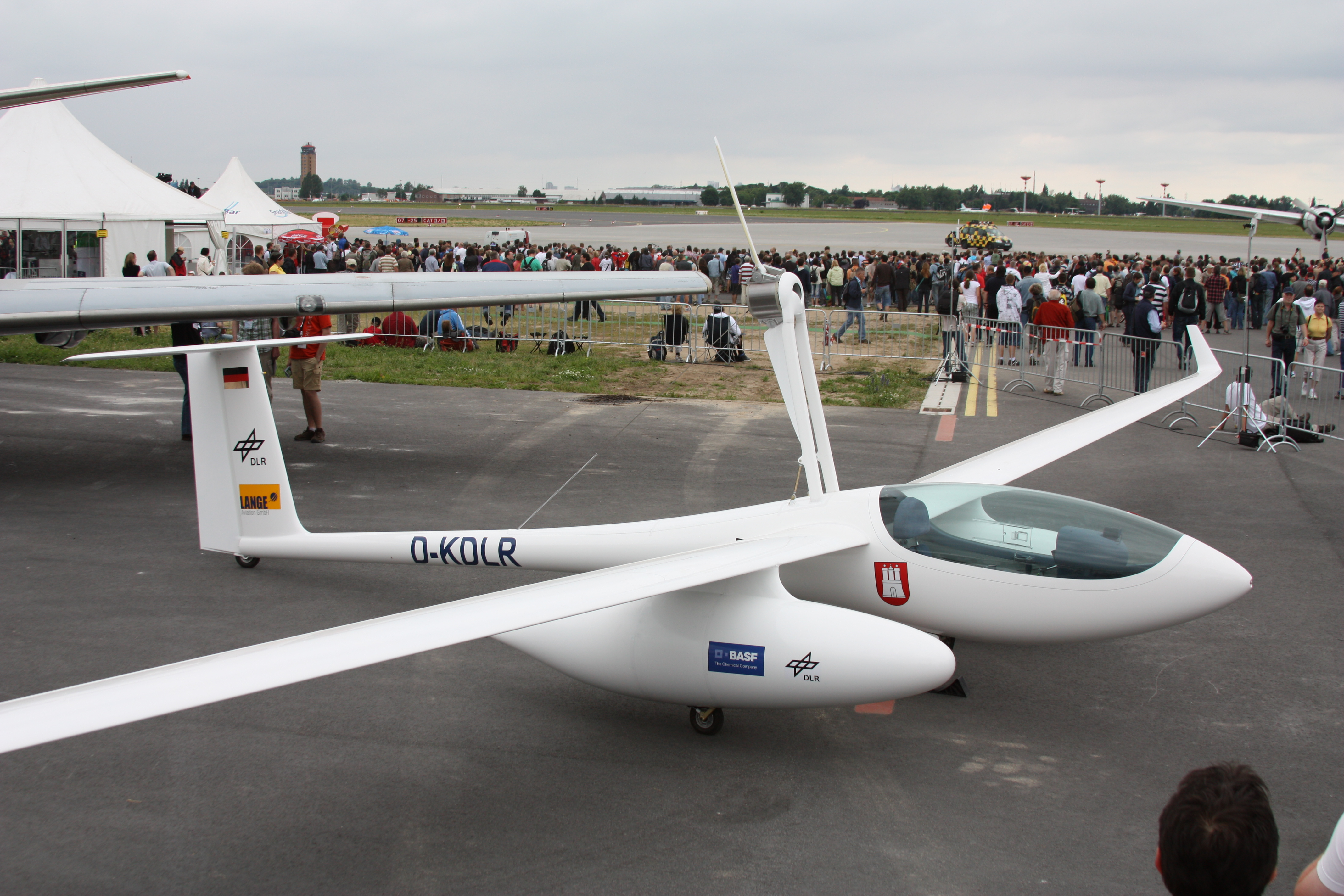
Eine Antares 20E des DLR, in der die elektrische Energie mittels Wasserstoff über eine Brennstoffzelle erzeugt wird

Die Lange Antares 20E ist ein einsitziger, eigenstartfähiger Motorsegler mit einem Elektroantrieb des Unternehmens Lange Aviation. Sie ist der erste in Serie gefertigte Motorsegler dieser Art. Die Auslieferung der Kundenmaschinen begann 2004.

## Konstruktion

### Antrieb
Das Antriebssystem der Antares 20E basiert auf Lithium-Ionen-Akkumulatoren. Die Gleichspannung wird dem Motor über einen Stromsteller zugeführt. Der bürstenlose Gleichstrommotor kann in den Rumpf eingeklappt werden und treibt eine Druckschraube an.

### Akkumulator
Im Flügel integriert befinden sich 72 Akkus, die Betriebsspannung liegt bei 268 V. Die Batterieladezeit beträgt 9 h und geschieht durch ein bordeigenes Ladegerät, das an eine 230-V- oder 110-V-Steckdose angeschlossen werden kann. Bei kalter Umgebung wird die Batterie geheizt, um die volle Leistungsfähigkeit zu erreichen. Die Lebensdauer der Akkus beträgt 1500 Ladezyklen, dann stehen noch 80 % der Kapazität zur Verfügung. Unabhängig davon wird ein Batterietausch nach zehn Jahren nötig. Da der Akkutyp auch in amerikanischen Militärprogrammen verwendet wird, ist er vertragsgemäß bis zum Jahr 2031 lieferbar. Die gespeicherte Energie beträgt etwa 14 kWh. Das Batterieladegerät kann per SMS den aktuellen Ladestatus übermitteln. Außerdem kann über das GSM-Modem Fernwartung durchgeführt werden.

### Auslegung
Das Tragwerk besitzt einen Tragflügel mit einem Laminarprofil und elliptischen Grundriss, der für Geschwindigkeiten bis 245 km/h geeignet ist. Die Wölbklappe kann im Schnellflug auf −3° gefahren werden. An den Tragflügelenden befinden sich Winglets. Die Flügelklappen sind als Flaperons ausgeführt. Zur Erleichterung der Landung sind Schempp-Hirth-Bremsklappen in den Flügel integriert. Es kommt ein T-Leitwerk zur Anwendung.
Als Fahrwerk kommt ein gefedertes hydraulisch ein- und ausfahrbares und mit einer Scheibenbremse ausgerüstetes Hauptfahrwerksrad und ein lenkbares Spornrad zur Verwendung. Der Felgendurchmesser liegt bei 5 Zoll. Die Feder/Dämpferelemente können im Fall einer harten Landung wesentliche Energieanteile aufnehmen. Die Rumpfspitze besitzt eine Knautschzone, während die restliche Kabine als steifer Rahmen gefertigt ist.

## Technische Daten
| Kenngröße               | Daten Antares 20                       |
| ----------------------- | -------------------------------------- |
| Spannweite              | 20 m                                   |
| Länge                   | 7,40 m                                 |
| Höhe                    | 1,64 m                                 |
| Flügelfläche            | 12,6 m²                                |
| Flügelstreckung         | 32                                     |
| Leermasse               | 460 kg                                 |
| Startmasse              | 660 kg                                 |
| Wasserballast           | 100 l                                  |
| Beste Gleitzahl         | 56                                     |
| Sinkrate                | 0,49 m/s bei 530 kg                    |
| Überziehgeschwindigkeit | 73 km/h bei 530 kg                     |
| Leistung elektrisch     | 42 kW bei einer Drehzahl von 1500/min  |
| Steiggeschwindigkeit    | 4,4 m/s bei 530 kg, 3,7 m/s bei 600 kg |
| Steighöhe               | 3000 m bei 530 kg, 2750 m bei 600 kg   |